# Palacete Conde do Pinhal
Palacete Conde do Pinhal é um prédio histórico localizado na cidade de São Carlos, Brasil. Tombado pelo Conselho de Defesa do Patrimônio Histórico, atualmente é sede de departamentos da Secretaria Municipal de Educação. 

## História
O terreno foi adquirido em 1867, conforme ano gravado em portão de ferro da propriedade.
No dia 27 de dezembro de 1890, o Conde do Pinhal contratou o engenheiro Pietro David Cassinelli, que iniciou a construção da edificação em 1893, e foi inaugurada em 1895. 
| “ | (...) dois fatores contribuíram para que ele decidisse pela construção de seu palacete na cidade em 1887: o primeiro deles foi o aproveitamento do terreno por ele adquirido em 1867, compreendido pelas ruas de São Bento (atual Conde do Pinhal), do Comércio (Avenida São Carlos), Jataí (Dona Alexandrina) e Municipal (Major José Inácio). O segundo fator foi à vinda da Família Imperial à cidade de São Carlos no final daquela década e o desejo de ter uma residência à altura dos visitantes. Além disso, a dação do título de Conde do Pinhal a Antonio Carlos em 1887 reforçou ainda mais sua importância pessoal e a necessidade de uma residência na cidade como símbolo dessa distinção tornou maior. | ” |

Com a morte do conde, em 1901, a família deixou de morar no local e o palacete foi utilizado pelas Irmãs do Santíssimo Sacramento, mantenedoras do Colégio São Carlos, de 1906 a 1913. Em 1918, o município tomou posse do imóvel.
Entre 1921 e 1952, o edifício foi sede do paço municipal e da câmara dos vereadores. De 1952 a 2008, abrigou apenas a prefeitura. De 2008 a 2016, o prédio foi sede da Secretaria de Educação – que em seguida se mudaria para o Palacete Bento Carlos (2016-17), e para a Casa da Cultura (2017). Atualmente, o Palacete Conde do Pinhal encontra-se fechado, à espera de reforma.
A edificação está localizada na Poligonal Histórica, no trecho B, na quadra 41, com fachada principal voltada a Sul. Tem largura de 20,40 m e comprimento de 24,60 m. Encontra-se em bom Estado de Conservação e bem preservada (Condição de Preservação).
O prédio foi tombado pelo Condephaat em outubro de 1978.

## Arquitetura
| “ | Um dos mais luxuosos palacetes ecléticos do século XIX, de tendência neoclássica, seu projeto é atribuído a Pietro David Cassinelli (1854-1898), engenheiro-arquiteto italiano. | ” |
|   | |   |

 O imóvel apresenta uma arquitetura em estilo eclético, neo-renascentista em seus dois pavimentos, uma solicitação do próprio conde, que desejava uma residência similar ao Casarão do Marquês de Três Rios. A edificação possui sete sacadas na fachada principal e duas na fachada voltada para o jardim, onde se localizava um “chalé de hóspedes” que possibilitava separar pessoas estranhas do cotidiano particular da família e  dar mais liberdade para os hóspedes. O restante do terreno ainda preservava uma grande área arborizada, que era cercada por muros de taipa; e o acesso ao terreno das carruagens e dos demais serviço de manutenção ocorria pela atual Rua Major José Inácio.
| “ | O termo ecletismo denota a combinação em uma única obra de diferentes estilos históricos sem com isso produzir um novo estilo. Tal método baseia-se na convicção de que a beleza ou a perfeição pode ser alcançada mediante a seleção e combinação das melhores qualidades das obras dos grandes mestres. Além disso, pode designar também um movimento mais específico relativo sobretudo a uma corrente arquitetônica do século XIX. | ” |
|   | |   |

 O Ecletismo chegou à cidade de São Carlos por conta da riqueza advinda do período cafeeiro e pela construção da ferrovia, a partir de 1884. Foi um período de expansão urbana do município. Além disso, grande número de trabalhadores imigrantes traziam consigo conhecimento de métodos construtivos europeus, que foram sendo incorporados às práticas construtivas locais. Construções em estilo Eclético eram símbolo de status social.

## O construtor

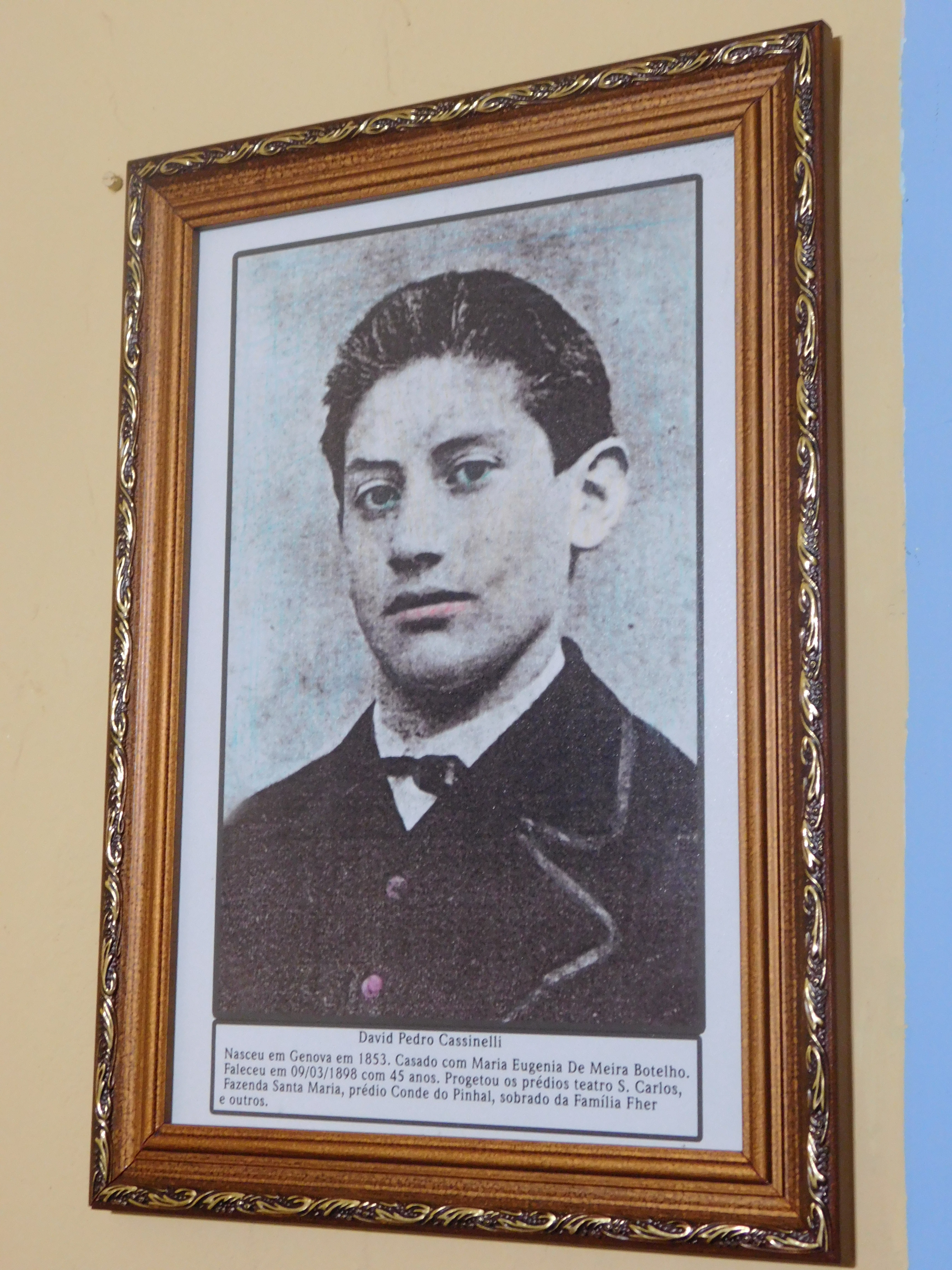
David Pedro Cassinelli (1853-1898).

Pietro David Cassinelli (Gênova, 1854 – São Carlos, 1898), construtor do palacete, veio para o Brasil aos 28 anos, chegando em São Carlos em 1882. Teve uma fábrica de móveis, uma fábrica de gelo, e foi um dos fundadores da Societá Ginástica Educativa Cristóforo Colombo. Faleceu de febre amarela, aos 43 anos. Foi responsável pela construção dos seguintes edifícios:
- Sede da Fazenda Santa Maria do Monjolinho, da família Camargo Penteado
- Palacete Bento Carlos, R. Treze de Maio, 2056
- Residência da família Pillegi, R. Jesuíno de Arruda, 1993 (antigo 185)
- Residência da família Fehr (demolido), R. Jesuíno de Arruda, 2137 (antigo 195/197)[14][15][16]
- Teatro Ipiranga (demolido), na R. Major José Inácio

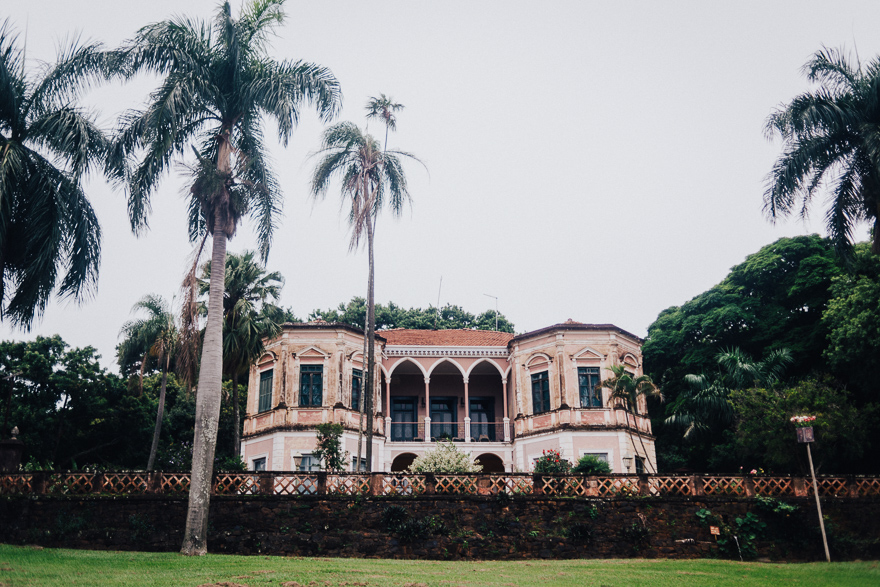
Fazenda Santa Maria do Monjolinho
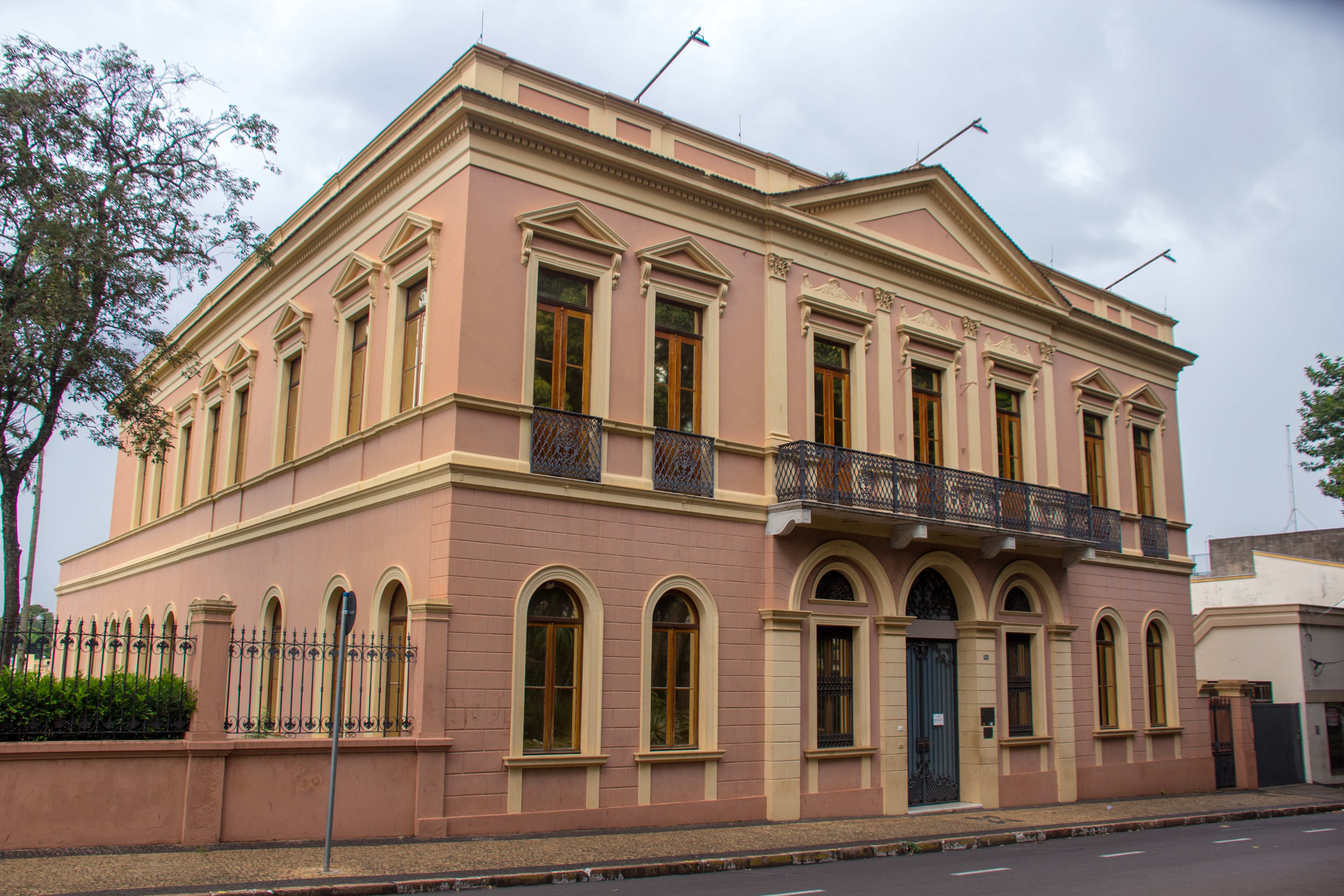
Palacete Bento Carlos
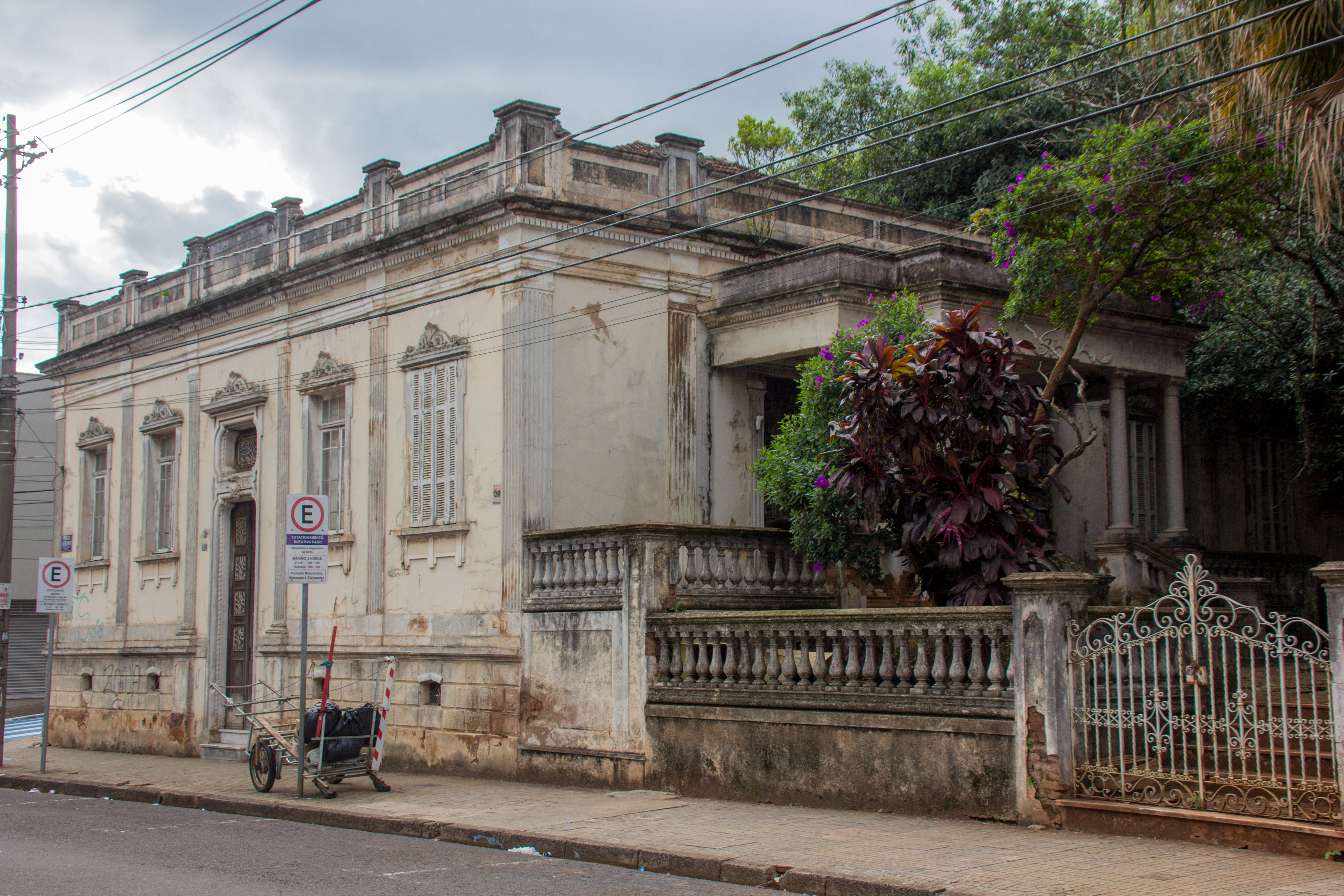
Residência Pillegi
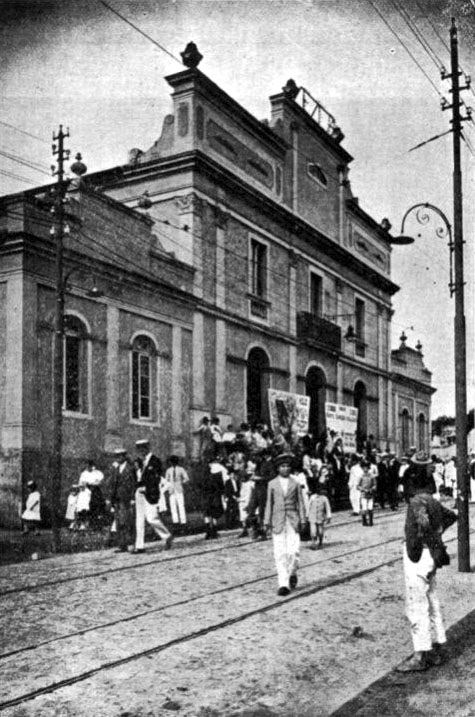
Teatro Ipiranga

## Patrimônio cultural
Entre 2002 e 2003, a Fundação Pró-Memória de São Carlos (FPMSC), órgão da prefeitura, fez um primeiro levantamento (não-publicado) dos "imóveis de interesse histórico" (IDIH) da cidade de São Carlos, abrangendo cerca de 160 quarteirões, tendo sido analisados mais de 3 mil imóveis. Destes, 1.410 possuíam arquitetura original do final do século XIX. Entre estes, 150 conservavam suas características originais, 479 tinham alterações significativas, e 817 estavam bastante descaracterizados. O nome das categorias das edificações constantes na lista alterou-se ao longo dos anos.

A edificação de que trata este verbete consta como "Edifícios Tombados" (categoria 1) no inventário de bens patrimoniais do município de São Carlos, publicado em 2021 pela Fundação Pró-Memória de São Carlos (FPMSC), órgão público municipal responsável por "preservar e difundir o patrimônio histórico e cultural do Município de São Carlos". A referida designação de patrimônio foi publicada no Diário Oficial do Município de São Carlos nº 1722, de 09 de março de 2021, nas páginas 10 e 11. De modo que consta da poligonal histórica delimitada pela referida Fundação, que "compreende a malha urbana de São Carlos da década de 40". A poligonal é apresentada em mapa publicado em seu site, onde há a indicação de bens em processo de tombamento ou já tombados pelo Condephaat (órgão estadual), bens tombados na esfera municipal e imóveis protegidos pela municipalidade (FPMSC).
| “ | Categoria 1: são edificações tombadas em quaisquer níveis (municipal, estadual ou federal) e inscritas no Inventário de Bens Patrimoniais do Município, sendo proibida a demolição e permitidas ou não reformas, desde que seguidas as orientações específicas do processo de tombamento e da aprovação do projeto pela Prefeitura Municipal, pela entidade e conselho municipal de defesa do patrimônio, e demais órgãos competentes, federais, estaduais e/ou municipais. | ” |
|   | |   |

#### Tombado por:[24]
- CONDEPHAAT – Conselho de Defesa do Patrimônio Histórico, Arqueológico, Artístico e Turístico
  - Número do Processo: 00466/74
  - Resolução de Tombamento: Resolução 23/10/1978
  - Publicação do Diário Oficial: Poder Executivo, Seção I, 25/10/1978, p. 54
  - Livro do Tombo Histórico: Nº inscr. 116, p. 17, 26/06/1979
- FPMSC – Fundação Pró-Memória de São Carlos / CONDEPHAASC – Conselho Municipal de Defesa do Patrimônio Histórico, Artístico e Ambiental de São Carlos
  - Número do Processo: 116/2010
  - Tombamento Municipal ex-officio: Resolução n° 09, de 19 de setembro de 2012
  - Publicação do Diário Oficial: 21 de setembro de 2012